# سیارک ۱۹۷۱۹۶
سیارک ۱۹۷۱۹۶ (به انگلیسی: 197196 Jamestaylor، نامگذاری:2003VB8) صد و نود و هفت هزار و صد و نود و ششمین سیارک کشف شده‌است که در ۱۵ نوامبر ۲۰۰۳ کشف شد.